# 알파 작용제
알파 아드레날린 작용제(alpha-adrenergic agonists) 또는 알파 작용제(alpha agonist)는 알파 수용체를 선택적으로 자극하는 교감신경작용제의 일종이다. 알파 수용체에는 α1과 α2 수용체가 있다. α2 수용체는 교감신경억제제의 특성을 보인다. 알파 작용제는 알파 차단제와 정반대의 작용을 한다. 알파 수용체의 리간드인 알파 작용제는 심장, 평활근, 중추신경계에서의 에피네프린과 노르에피네프린의 신호 작용을 모방한다. 이 중 노르에피네프린이 알파 수용체에 가장 친화력이 높다. α1 수용체가 활성화되면 막결합 효소인 인지질분해효소 C(PLC)를 황성화시키고, α2 수용체가 활성화되면 아데닐산 고리화효소를 억제한다. 아데닐산 고리화효소가 억제되면 2차 전달자인 고리형 아데노신 일인산(cAMP)이 비활성화되면서 평활근과 혈관 수축의 저해 반응을 일으킨다.

## 같이 보기
- 알파 차단제
- 베타 작용제